# ليفلونوميد
ليفلونوميد (بالإنجليزية: Leflunomide)‏ هو دواء يُستعمل في علاج:
- التهاب المفاصل الروماتويدي[9]
- التهاب المفاصل[10]

## دوره
يلعب هذا الدواء دورًا في علاج الأمراض كونه:
- مثبط إنزيم
- مثبط الحمض النووي
- دواء مضاد للروماتويد ومعدل لسير المرض
- دواء كبت مناعة